# Navadni pisanček
Navadni pisanček (znanstveno ime Melitaea athalia) je dnevni metulj iz družine pisančkov.
Preko kril meri okrog 4 cm. So rdečerjave barve s temnorjavim mrežastim vzorcem in belimi lisami ob zadnjih robovih. Vzorec je zelo variabilen.
Navadni pisanček je razširjen po vsej Palearktiki od Zahodne Evrope do Japonske; v Evropi ga ni le v najjužnejših in najsevernejših predelih. V Sloveniji je najpogostejši predstavnik pisančkov.
- Samec
- Samec
- Samica
- Samica

## Podvrsta
- M. a. athalia
- M. a. norvegica Aurivillius 1888
- M. a. celadussa Frühstorfer 1910
- M. a. dictynnoides (Hormuzaki 1898)
- M. a. lucifuga (Fruhstorfer 1917)
- M. a. reticulata Higgins 1955
- M. a. baikalensis (Bremer 1961)
- M. a. hyperborea Dubatolov 1997

Melitaea athalia celadussa